# Кэнфилд, Джек
Джек Кэнфилд (англ. Jack Canfield; 19 августа 1944) — американский писатель, мотивационный спикер, ведущий семинаров, корпоративный тренер и предприниматель. Он является соавтором серии книг Куриный бульон для души, которая имеет более 250 заглавий, выпущена тиражом 500 миллионов копий на 40 языках мира. В 2005 году в соавторстве с Джанет Свитцер написал книгу Правила. Реальные и четко сформулированные законы достижения успеха.

## Детство и учёба
Кэнфилд родился в Форт-Уэрте, штат Техас 19 августа 1944 года. Юность он провёл в городе Уилинг (Западная Виргиния). В 1962 году он окончил военный институт Линсли. В 1966 году Кэнфилд получил степень бакалавра по истории Китая в Гарвардском университете. В 1973 году он получает степень магистра в Массачусетском университете в Амхерсте. В 1981 году Кэнфилд получает почётную докторскую степень в Университете Санта-Моники.

## Карьера
Кэнфилд начал свою карьеру в 1967 году с преподавания в средней школе в Чикаго, Иллинойс. В 1976 году, Кэнфилд в соавторстве выпускает книгу «100 путей повышения самооценки в классе: настольная книга для учителей и родителей». Он переходит на работу в гештальт-центр под названием Центр Новой Англии для персонального и организационного развития и был назван одним из выдающихся молодых людей Америки (TOYA) в США Jaycees в 1978 году.
Кэнфилд является основателем и руководителем Тренинговой группы Кэнфилда в Санта-Барбаре, Калифорния, а также основателем Объединения самооценки в Калвер-Сити, Калифорния. Кэнфилд принимает активное участие в телевизионных и радио программах, ведёт свою колонку в одной из всемирно известных газет. Он внесён в Книгу рекордов Гиннеса как автор одной из семи книг-бестселлеров в рейтинге Нью-Йорк Таймс за всё время. Кэнфилд является соавтором книги The Success Principles и фильма «Секрет». Его наиболее известные книги: «Сила фокуса», «Фактор Алладина» и «Осмельтесь преуспеть». В 2005 Кэнфилд выпускает в соавторстве книгу The Success Principles: How to Get from Where You Are to Where You Want to Be в русском переводе «Правила. Реальные и четко сформулированные законы достижения успеха». В июле 2004 года, Джек Кэнфилд основал «Трансформационный совет лидерства», группу идейных лидеров, спикеров, авторов, коучей, тренеров, исследователей, консультантов и других лидеров в области личного и профессионального развития.

### Куриный бульон для души
Кэнфилд один из авторов серии книг «Куриный бульон для души» написанной им совместно с Марком Виктором Хансеном в 1993. Согласно USA Today, «Куриный бульон для души» входила в тройку книг-бестселлеров в середине 90-х годов в США. Позже, Джек Кэнфилд стал соавтором десятков дополнительных книг серии «Куриный бульон для души».

## Личная жизнь
Джек Кэнфилд женился в 1971 году. От первой жены он имеет четверых детей. В 1976 году развёлся. Несколько лет спустя женился второй раз. Во втором браке родился пятый ребёнок. В 1999 году развёлся снова и в 2001 году женился третий раз.

## Книги
- Canfield, Jack, and Mark Victor Hansen. 1993. Chicken Soup for the Soul. Deerfield Beach: Health Communications.
- Canfield, Jack, and Janet Switzer. 2005. The Success Principles: How to Get from Where You Are to Where You Want to Be. New York: Harper Element.
- Canfield, Jack, and Mark Victor Hansen. 1995. The Aladdin Factor. New York: Berkley Book.
- Canfield, Jack, Mark Victor Hansen, and Les Hewitt. 2000. The Power of Focus: How to Hit Your Business, Personal and Financial Targets with Absolute Certainty. Deerfield Beach: Health Communications.
- Canfield, Jack, and D.D. Watkins. 2007. Jack Canfield’s Key to Living the Law of Attraction: A Simple Guide to Creating the Life of Your Dreams. Deerfield Beach: Health Communications.
- Canfield, Jack. 2007. Maximum Confidence: Ten Secrets of Extreme Self-Esteem. Audio CD — Audiobook. New York: Simon & Schuster Audio/Nightingale-Conant.